# Regionale Raad van Bretagne

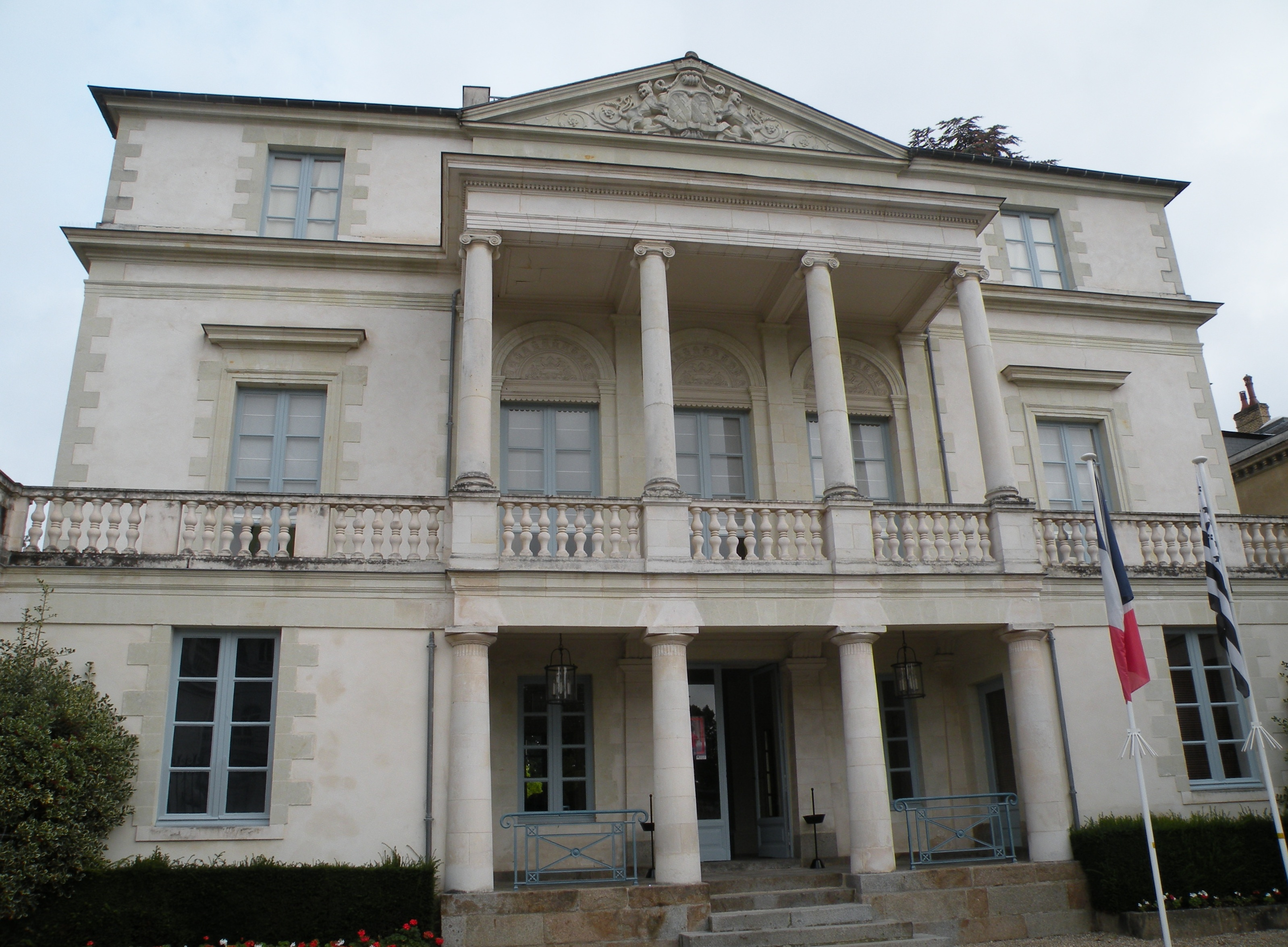
Hôtel de Courcy in Rennes, zetel van de Regionale Raad.

Wapen van Bretagne

De Regionale Raad van Bretagne (Frans: Conseil Régional de Bretagne) is de gekozen volksvergadering van de Franse regio Bretagne. De Regionale Raad van Bretagne zetelt in Rennes, telt 83 leden en wordt voor zes jaar gekozen.

## Verkiezingsresultaten 2015
De laatste verkiezingen voor de Regionale Raad van Bretagne vonden in 2015 plaats en werden gewonnen door de linkse partijen.
| Lijst                 | Lijsttrekker       | Stemmen | %      | Zetels |
| --------------------- | ------------------ | ------- | ------ | ------ |
| PS - PCF - PRG - Reg. | Jean-Yves Le Drian | 670.754 | 51,41% | 53     |
| LR - UDI - MoDem      | Marc Le Fur        | 387.836 | 29,72% | 18     |
| RN                    | Gilles Pennelle    | 246.177 | 18,87% | 12     |

## Lijst van presidenten van de Regionale Raad van Bretagne
| Persoon              | Partij                                                                                     | Periode     |
| -------------------- | ------------------------------------------------------------------------------------------ | ----------- |
| René Pleven          | Centre Démocratie et Progrès                                                               | 1974 - 1976 |
| André Colin          | Centre des Démocrates Sociaux                                                              | 1976 - 1978 |
| Raymond Marcellin    | Union pour la Démocratie Française / Parti Républicain                                     | 1978 - 1986 |
| Yvon Bourges         | Rassemblement pour la République                                                           | 1986 - 1998 |
| Josselin de Rohan    | Rassemblement pour la République (tot 2002) Union pour un Mouvement Populaire (vanaf 2002) | 1998 - 2004 |
| Jean-Yves Le Drian   | Parti Socialiste                                                                           | 2004 - 2012 |
| Pierrick Massiot     | Parti Socialiste                                                                           | 2012 - 2015 |
| Jean-Yves Le Drian   | Parti Socialiste                                                                           | 2015 - 2017 |
| Loïg Chesnais-Girard | Parti Socialiste                                                                           | sinds 2017  |